# Hurban (treno)

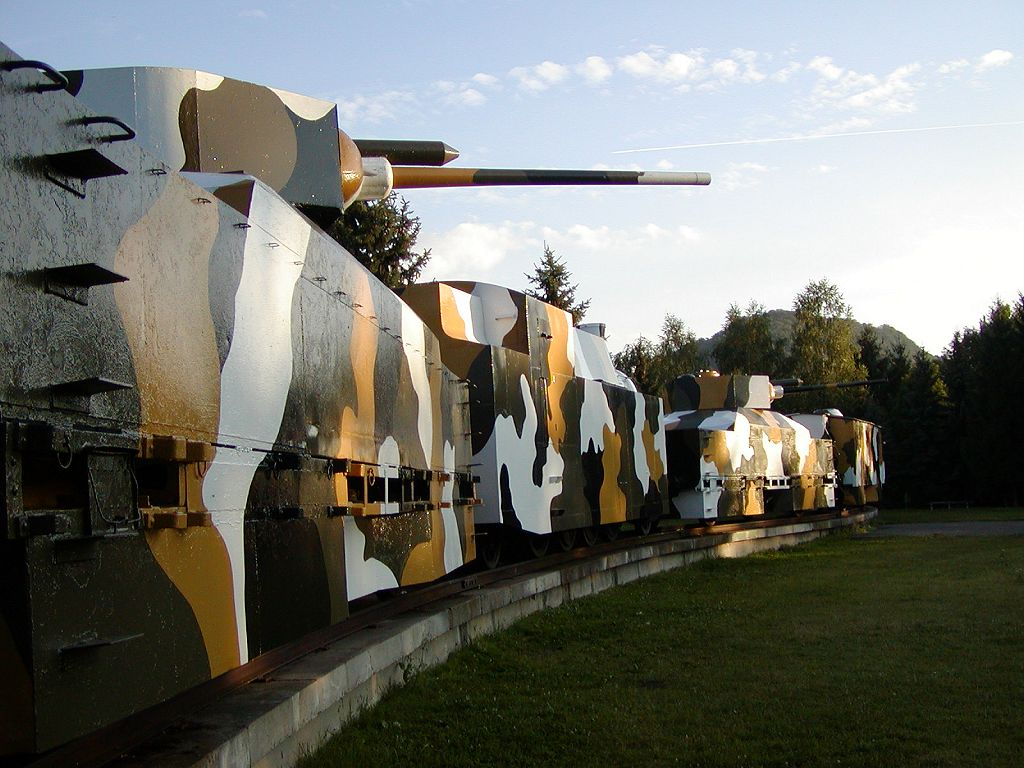
Il treno corazzato slovacco Hurban conservato presso Zvolen.

Il treno blindato Hurban era un treno corazzato usato nella seconda guerra mondiale, durante l'insurrezione nazionale slovacca. Venne costruito il 25 settembre 1944 presso uno stabilimento di Zvolen in Slovacchia.

## La storia
Il capotreno era il capitano J. Kukliš, e il suo assistente era il luogotenente J. Belko, che comandavano un equipaggio di 71 uomini. Lo Hurban ha operato nell'area di Červená Skala presso Brezno contro la 18ª divisione di fanteria meccanizzata "Horst Wessel". Nonostante avesse il motore danneggiato, respinse ogni attacco tedesco; fu portato fino ad Harmanec dove venne abbandonato in un tunnel ferroviario, mentre l'equipaggio combatteva in un distaccamento di partigiani.

## Oggi
Il treno armato Hurban è conservato come monumento nella città di Zvolen.